# Ивжак, Эдуард Петрович
Эдуард Петрович Ивжак (11 февраля 1925 — 30 декабря 1942) — юный герой-пионер, партизан, разведчик, пулемётчик Великой Отечественной войны, погиб в сражении 30 декабря 1942 года.

## Биография
Родился 11 февраля 1925 года в городе Армавире Северо-Кавказского края в семье служащих. Учащийся городской школы №49 (ныне №5). Подросток был любознательным, занимался во Дворце пионеров, посещал археологический и авиамодельный кружки. Занимаясь разведкой геологических данных, вместе с другими ребятами Эдик нашёл месторождение газа у хутора Стеблицкого. Со своими наработками он был направлен в Москву, на Всесоюзную сельскохозяйственную выставку. Окончив семь классов школы, подросток стал обучаться железнодорожному делу в ремесленном железнодорожном училище № 3 в городе Новороссийске. Завершив обучение в 1942 году был направлен работать в город Свердловск. Там сильно заболел цингой и вынужден был вернуться в Армавир. Стал учеником слесаря на заводе «Армалит».
Во время Великой Отечественной войны Эдуард принял решение примкнуть к партизанам. В августе 1942 года, когда немецкие войска оккупировали Армавир, Эдик стал служить в партизанском отряде Г.М. Кадушкина. Отряд действовал в районе станиц Спокойная и Преградная. Мальчик стал разведчиком: собирал важные сведения о вражеских силах, работал вместе с другим юным героем Лёней Горбом. Позже освоил пулемёт и стал вторым номером боевого расчёта. 20 августа 1942 года принял участие в боевом задании по ликвидации немецкой агитационной бригады, которая на спецмашине призывала население к новым порядкам.
30 декабря 1942 года у посёлка Сахрай (ныне Новопрохладное Майкопского района Республики Адыгея) партизанский отряд, попавший в окружение, вступил в неравный бой с немцами. Битва унесла жизни 27 партизан. Эдик Ивжак погиб. Ему было семнадцать лет.
В братской могиле села Ново-Прохладное Тульского района Краснодарского края был похоронен. В 1944 году останки 27 партизан Армавирского отряда были перезахоронены в пионерском парке города Армавира. В 1945 году на этом месте был воздвигнут памятник, на котором высечены инициалы и фамилии всех погибших героев, среди них и юный герой Эдуард Ивжак.

## Память
- В краеведческом музее Армавира сохранились архивные материалы об Эдике Ивжаке.
- В средней школе №5 города Армавира фотография юного героя находится на памятной доске.
- В апреле 2019 года в средней школе № 19 г. Армавира Краснодарского края в рамках детско-юношеского патриотического движения «Марш памяти юных» и экологической акции «Дерево в память о юном герое» было посажено деревце, посвящённое Эдику Ивжаку.